# جیمی هندریکس
جیمز مارشال هندریکس (به انگلیسی: James Marshall Hendrix) (زاده ۲۷ نوامبر ۱۹۴۲ – درگذشته ۱۸ سپتامبر ۱۹۷۰) گیتاریست، خواننده و ترانه‌نویس آمریکایی بود. وی تأثیر زیادی بر روی خواننده‌های سبک راک اند رول گذاشت. هندریکس خود به تنهایی نواختن گیتار را فرا گرفت و به عنوان ساز اصلی معمولاً یک فندر استرتوکستر می‌نواخت. از آنجا که هندریکس یک چپ‌دست بود، گیتار را به‌صورت وارونه می‌نواخت. او ابتدا در انگلستان و سپس در تمام دنیا، پس از اینکه در سال ۱۹۶۷ در فستیوال پاپ مونتری به نوازندگی پرداخت، به شهرت رسید.
هندریکس در سال ۱۹۶۶ با ترانه‌های آهای جو و گرد ارغوانی و همچنین یک اجرای زنده به مقام ستارهٔ راک دست یافت. کتاب اتاق پر از آینه او به مناسبت سی‌وپنجمین سالگرد درگذشت وی در سال ۲۰۰۵ منتشر شد. دلیل مرگ او هیچ‌گاه مشخص نشد. برخی بر این باور هستند که دلیل آن خودکشی و یا مصرف زیاد و همزمان مشروبات الکلی به همراه داروهای تسکین دهنده در یک مهمانی شبانه و پس از آن، رخ داده‌است.
او به‌همراه جیم موریسون و جنیس جاپلین به‌دلیل حرف جی (J) در ابتدای نام کوچک و البته مرگ اسرار امیزشان در حدود ۲۷ سالگی و در بازه‌ای تنها چندماهه مابین سپتامبر ۱۹۷۰ تا ژوئیه ۱۹۷۱ به سه جی (Three j's) مشهور شدند. این سه نفر به‌همراه برایان جونز، کرت کوبین و ایمی واینهاوس، گروه کلوب ۲۷ را تشکیل دادند. در سال ۲۰۰۳ مجله رولینگ استون، در رده‌بندی ۱۰۰ گیتاریست برتر عصر، جیمی هندریکس را در ردیف اول قرار داد.

## سال‌های اولیه
جیمی هندریکس در ۲۷ نوامبر ۱۹۴۲ در سیاتل، واشینگتن به دنیا آمد. در هنگام تولد نام او را جانی آلن هندریکس گذاشتند. بعدها، وقتی که پدرش از ارتش برگشت، نام او را به جیمز مارشال هندریکس تغییر داد. او در تنگدستی بزرگ شد و خیلی مورد توجه نبود. وقتی که نه ساله بود، والدینش از هم طلاق گرفتند و وقتی که ۱۶ ساله شد، مادرش درگذشت. در سن ۱۴ سالگی بود که او اولین گیتارش را پیدا کرد. این گیتار، یک گیتار broomstick شکسته بود که تنها یک رشته داشت توسط یک نوجوان شکسته شده بود. اما او موفق شد چند ملودی را بر روی آن بنوازد. کمی بعد، در سن ۱۵ سالگی، یک گیتار آکوستیک پنج دلاری از یکی از دوستان پدرش خرید. اولین گیتار الکتریک او یک سوپرو اوزارک سفیدرنگ بود که پدرش، ال هندریکس برایش خریده بود. او آموزش رسمی گیتار ندید و نواهای ساده و بدیهه‌سازی را از تماشا کردن اجراهای زنده چاک بری و الویس پرسلی آموخت. او گیتار الکتریکش را بدون آمپلی‌فایر می‌نواخت.

## مدرسه
هندریکس تحصیلات اولیه خود را به پایان رساند اما نتوانست از دبیرستان گارفیلد فارغ‌التحصیل شود. هندریکس در اواخر دهه ۱۹۶۰ به تعدادی از گزارشگران گفت که او به دلیل اینکه افراد در دبیرستان نژادپرست بودند و به خاطر سیاه‌پوست بودن از او دل خوشی نداشتند، ناموفق بود. برخی دیگر مدعی هستند که به این خاطر نتواست تحصیلات خود در دوره دبیرستان را به پایان برساند که شلخته بود و نمی‌توانست نمرات خوبی را کسب کند. هندریکس بعدها به گزارشگران گفت که به خاطر توهین به یک معلم اخراج شده بود.
هندریکس در جوانی، از طرفداران الویس پرسلی بود. او در ۱ سپتامبر ۱۹۵۷ به سیکز ایتادیوم رفت تا نواختن پرسلی را ببیند و در آنجا یک تصویر رنگی از پرسلی در حالی که گیتار آکوستیکش را نگه داشته بود، رسم کرد. این نقاشی هم‌اکنون در تالار مشاهیر راک اند رول در کلیولند، اوهایو نگهداری می‌شود. هندریکس حتی در بزرگسالی هم هنوز به پرسلی علاقه داشت. او در اواخر سال ۱۹۶۸ به پاریس رفت تا یکی از فیلم‌های پرسلی به نام کینگ کریول را ببینید و از آن برای نوشتن آهنگ‌هایش الهام بگیرد. او همچنین برخی از موسیقی‌دانان سبک بلوز از جمله مودی واترز، بو دیدلی، و لایتنینگز هاپکینز را هم دوست داشت. هندریکس در گروه لیتل ریچارد، ستاره ریتم اند بلوز هم نوازندگی کرد. با این حال، همکاری هندریکس و ریچارد زیاد طول نکشید، چون ریچارد از لباس‌های هندریکس خوشش نمی‌آمد.

## ارتش

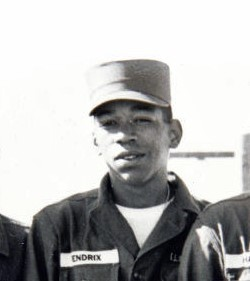
هندریکس در ارتش، سال ۱۹۶۱

هندریکس که دو بار به خاطر سرقت ماشین دستگیر شده بود، می‌بایست بین رفتن به زندان به مدت دو سال یا وارد شدن به ارتش ایالات متحده یکی را انتخاب کند. هندریکس ارتش را انتخاب کرد و در ۳۱ می ۱۹۶۱ به فورت کمپل فرستاده شد. وقتی که در ارتش بود، افسران او گفتند که او اغلب در حین اجرای مأموریت خوابش می‌برد و یکی می‌بایست تمام وقت او را زیر نظر می‌داشت. او نمی‌توانست به خوبی از اسلحه استفاده کند (چون چپ دست بود) و یکی از افسرهای آنجا گفته است که «مغزش در حین انجام مأموریت به خاطر فکر کردن در مورد گیتارش کار نمی‌کرد». با این حال، دوران ارتش برای هندریکس بسیار مهم بود، چرا که در آنجا بود که با سربازی دیگر که نوازنده گیتار بیس بود و بیلی کوکس نام داشت آشنا شد. بعدها آن دو در گروه کوچکی به نام The King Kasuals با هم همکاری کردند.
در ۳۱ مه ۱۹۶۲، فرماندهان هندریکس تشخیص دادند که بهتر است هندریکس ارتش را ترک کند، چرا که دردسرهای زیادی را به وجود آورده بود. هندریکس هم موافقت کرد و پس از تنها یک سال خدمت در ارتش، آنجا را ترک کرد. هندریکس بعدها گفت که او پس از شکسته شدن قوزک پایش در حین فرود آمدن از بیست و ششمین پرش‌اش با چتر نجات از ارتش خارج شد. او گفت که خدمت در ارتش را دوست نداشت و با شیوه انجام کارها در آنجا موافق نبود. وقتی که در آمریکا با او مصاحبه شد، او هرگز درباره دوران خدمتش صحبت نکرد. وقتی که در یک مصاحبه تلویزیونی از او سؤال شد، تنها به ذکر این نکته بسنده کرد که او خدمتش را در فورت کمپل گذرانده است.

## دیگر سال‌های عمر
نواختن گیتاری که برای افراد راست‌دست ساخته شده بود، توسط هندریکس که یک چپ‌دست بود، او را به شهرت رساند. اولین کنسرت موفق او با یک باند کوچک بدون نام در کنیسه بود. او بعدها وارد گروهی به نام The Velvetones شد.
هندریکس و کوکس پس از ترک کردن ارتش، به کلارکسویل تنسی رفتند و در انجا در گروه‌شان که The King Kasuals نام داشت، مشغول به نواختن شدند. آن‌ها در بارهای کوچک نوازندگی می‌کردند، اما این کار پول زیادی برایشان به همراه نداشت. سرانجام، او و کوکس به نشویل رفتند. در نوامبر ۱۹۶۹، هندریکس به اولین اجرای استودیویی خود رفت. هنگامی که در نشویل بود، با بسیاری از گروه‌های موسیقی به عنوان نوازنده گیتار لید، ریتم و آوازخوان همکاری کرد. هرچند که این کار هم پول زیادی برای او به همراه نداشت، اما به او آموخت که گروه‌های موسیقی چطور کار می‌کنند و اداره می‌شوند.

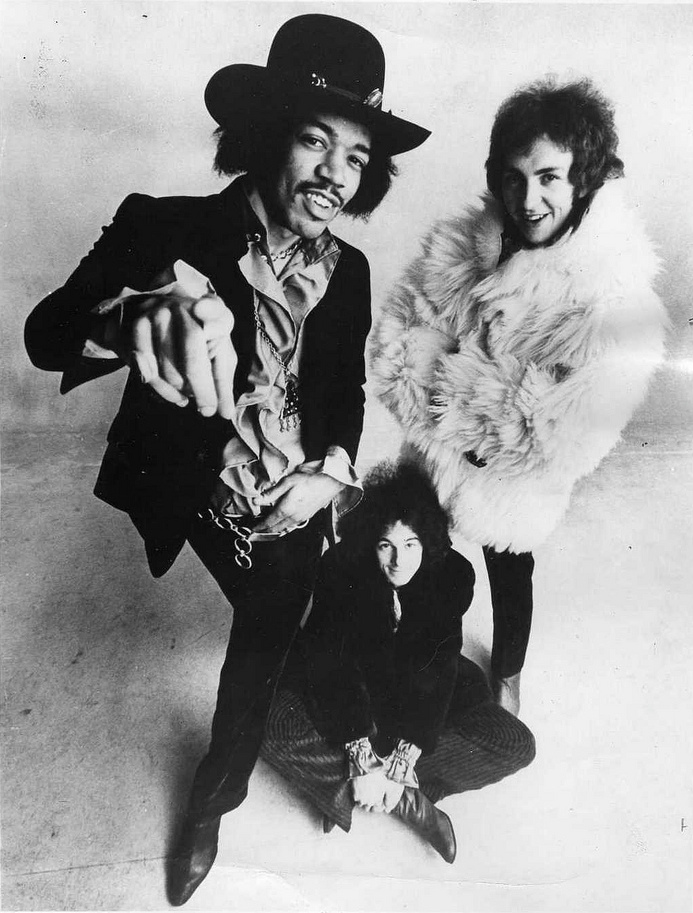
گروه اکسپرینس در ۱۹۶۸

بعدها، هندریکس نشویل را ترک کرد و به نیویورک رفت. در ژانویه ۱۹۶۴، به هارلم رفت و در بارها و کلوب‌ها مشغول نوازندگی شد. هندریکس همچنین اولین جایزه در یک کنسرت گیتار آماتور در تئاتر آپولو را هم دریافت کرد. در سال ۱۹۶۶، هندریکس گروه موسیقی خودش که Jimmy James and The Blues Flames نام داشت را بنیان نهاد. اعضای این باند افرادی بودند که آن‌ها را در شهر ملاقات کرده بود. یکی از آن‌ها پسر ۱۵ ساله‌ای بود که رندی نام داشت. هندریکس کنسرت‌های بسیاری را در نیویورک اجرا کرد و در کافه‌ای به نام Café Wha?‎ ترانه‌های بسیاری را نواخت. در ۱۹۶۶، هندریکس با دوست‌دختر کیث ریچاردز، گیتاریست گروه رولینگ استونز که لیندا کیث نام داشت، آشنا شد. لیندا کیث از نوازندگی او خوشش آمد و او را به چاز چاندلر، مدیر گروه انیملز معرفی کرد. چندلر به هندریکس گفت که یک نسخه راک از ترانه آهای جو بنویسد و وقتی که او این کار را انجام داد، چندلر او را به اندن بود تا قراردادی با او امضا کند. هندریک گروه جدیدی به نام جیمی هندریکس اکسپرینس تأسیس کرد که نام این گروه توسط منیجر مالی آنها، Mike Jeffery انتخاب شده بود.
گروه جیمی هندریکس اکسپرینس اولین آلبوم استودیویی خود را در سال ۱۹۶۷ عرضه کرد که آیا مواد کشیده‌اید نام داشت. وقتی که این آلبوم تهیه شد، هندریکس به سراسر انگلستان و برخی از نواحی اروپا سفر کرد. در ۴ ژوئیه ۱۹۶۷، گروه The Jimi Hendrix Experience آخرین کنسرت خود را در لندن و قبل از عزیمت به آمریکا اجرا کرد. در آمریکا، افراد مشهور زیادی از جمله پل مک‌کارتنی، جورج هریسون، اریک کلپتون، جک بروس و برایان اپستین برای دیدن نواختن هندریکس آمدند.
آلبوم اول آن‌ها در مکان دوم در جداول انگلستان قرار گرفت. در سال ۲۰۰۱، وی‌اچ‌وان آلبوم آیا مواد کشیده‌اید را در جایگاه پنجم فهرست برترین آلبوم‌های تمام دوران‌ها قرار داد. مجله رولینگ استون هم این آلبوم را در جایگاه ۱۵ در فهرست ۵۰۰ آلبوم برتر همه دوران‌ها در سال ۲۰۰۳ قرار داد.
دومین آلبوم هندریکس در همان سال ۱۹۶۷ منتشر شد و Axis: Bold as Love نام داشت. این آلبوم ترانه‌های مشهوری را در خود دارد که معروف‌ترین آن‌ها ترانه Little Wing است. نسخه‌های دیگری از این ترانه توسط موسیقی‌دانان دیگر هم اجرا شده‌است. آلبوم در جداول ایالات متحده مقام سوم و در جداول بریتانیا مقام پنجم را کسب کرد.
سومین آلبوم هندریکس بانوکده الکتریکی (به انگلیسی: Electric LadyLand) نام داشت که یک آلبوم دو دیسکه بود و در سال ۱۹۶۸ منتشر شد. آلبوم در ایالات متحده جایگاه اول و در بریتانیا جایگاه پنج را از آن خود کرد. در سال ۲۰۰۳، VH1 آن را در جایگاه ۷۲ در فهرست بهترین آلبوم‌های همه دوران‌ها قرار داد و رولینگ استون هم آن را در یک فهرست مشابه در جایگاه ۵۴ قرار داد.

## وودستاک

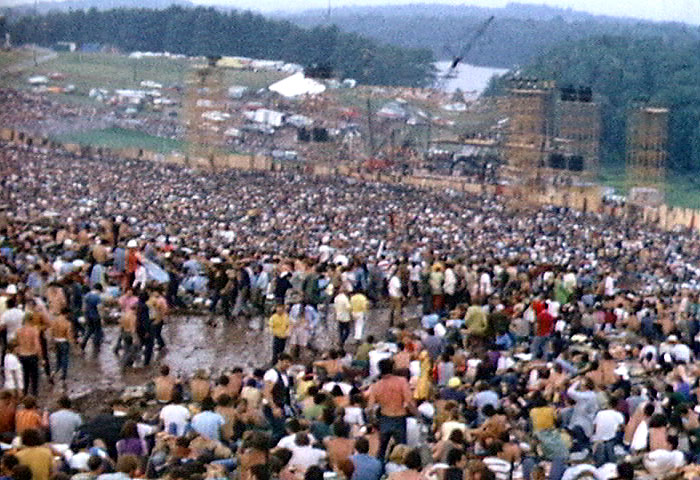
جمعیت در وودستاک

هندریکس در ۱۸ اوت ۱۹۶۹ برای اجرا به وودستاک رفت. در آن سال، وودستاک ۱۸٫۰۰۰ دلار درآمد داشت و تبدیل به یکی از مشهورترین کنسرت‌های دنیا شد. هندریکس قرار بود در صبح روز یکشنبه به اجرا بپردازد، اما تا صبح روز دوشنبه هنوز به آنجا نرسیده بود که مایه تاسف ۵۰۰٫۰۰۰ نفری بود که برای دیدن او به آنجا رفته بودند. حدود ۱۸۰٫۰۰۰ نفر از آن‌ها کنسرت را ترک کرده و برای اتمام آن منتظر نماندند. آن‌ها تنها می‌خواستند هندریکس را به‌شخصه ببینند. سپس هندریکس به اجرای یک کنسرت دوساعته پرداخت که آن را یک کنسرت «افتضاح» توصیف کرده‌اند. گروه موسیقی بزرگ هندریکس به‌اندازه کافی تمرین نکرده بود و نمی‌توانستند خود را با گیتارنوازی سریع هندریکس هماهنگ کنند. هندریکس در آن کنسرت سرود پرچم پرستاره را اجرا کرد. اجرای هندریکس با دیستروشن‌های سنگین گیتار و جیغ و داد همراه بود که باعث شد مردم فکر کنند هندریکس یک ضدآمریکایی است و در حال مسخره کردن سرود ملی کشور آنهاست. هندریکس در مصاحبه‌ای گفت که «قصد او از این اجرا سیاسی نبوده است» و تنها قصد داشته نسخه دیگری از این سرود را اجرا کند.

## مرگ
در ۱۸ سپتامبر ۱۹۷۰، هندریکس در هتل سمرقند (به انگلیسی: Samarkand) در لندن و در حالیکه در کنار دوست دخترش مونیکا دانمان بر روی تخت خوابیده بوده درگذشته بود. او پس از مصرف زیاد الکل و همینطور خوردن تعداد زیادی قرص خواب مرده بود.
او استفراغ کرده بود و احتمالاً بر اثر همان استفراغ هم خفه شده بود چون هشیاری نداشت.
گمانه‌زنی‌های زیادی درباره مرگ هندریکس مطرح شده‌است. دوست‌دختر او، وقتی که او مرده بود همراه او بوده‌است و گفته است که وقتی او را در پشت آمبولانس گذاشته زنده بوده‌است. اما کارکنان بیمارستان گزارش کرده‌اند که قبل از اینکه آمبولانس او را برساند مرده بوده‌است. برخی از مردم گفته‌اند که هندریکس زنده بوده‌است اما امدادگران سر او را به خوبی نگه نداشته بودند تا بر اثر بیهوشی بر روی استفراغ خود خفه نشود. یک شعر غمناک در آپارتمان هندریکس یافت شد که توسط او نوشته شده بود و این گمانه‌زنی را مطرح کرد که او خودکشی کرده‌است. محتمل‌ترین نظریه این است که او در حال مستی تعداد زیادی قرص خواب خورده بوده و نمی‌توانسته بیدار شود و استفراغ کرده و در نتیجه آن خفه شده‌است. گمانه‌زنی دیگری که اخیراً مطرح شده‌است این است که او توسط مدیر برنامه خود به قتل رسیده باشد.

### دفن
هندریکس در اول اکتبر ۱۹۷۰ در پارک یادبود گرین‌وود در رنتون، واشینگتن به خاک سپرده شد.

### شخصیت
هندریکس تیپ منحصر به فردی داشت و مدل موهای او به سبک باب دیلن بود. او دستمال، حلقه و بروش می‌پوشید. در سال‌های اول فعالیت خود، یک جامه سیاه و پیراهن ابریشم می‌پوشید.
از ۱۹۶۸ هندریکس شروع به بستن شال‌گردن به بازوان و پاهایش کرد. او از ۱۹۶۹ دستمال‌سر معروفش را می‌پوشید.

### مواد مخدر
هندریکس به‌طور گسترده‌ای از داروهای روان‌گردان مانند ال‌اس‌دی استفاده می‌کرد. او ماریجوانا می‌کشید و الکل مصرف می‌کرد. او در حال مستی، عصبانی و پرخاشگر می‌شد. با این حال هیچکس نمی‌داند که هندریکس هروئین مصرف می‌کرده یا نه. در کالبدشکافی او، اثری از هروئین یافت نشد و جای سوزن هم در بدن او یافت نشد.